# Daredevil Jack
Daredevil Jack er en amerikansk stumfilm fra 1920 af W. S. Van Dyke.

## Medvirkende
- Jack Dempsey som Jack Derry
- Josie Sedgwick som Glory Billings
- Herschel Mayall som Leonard Billings
- Albert R. Cody som Edgar Billings
- Ruth Langdon som  Ninette
- Edward Hearn som  Cyril Dennison
- Lon Chaney som Royce Rivers
- Clyde Benson
- Frank Lanning som MacManus
- Aggie Herring som Corcoran
- W. C. Robinson
- Al Kaufman
- S.E. Jennings
- Frank Coghlan
- Edgar Kennedy
- Bull Montana
- John George
- Fred Starr
- Carl Stockdale